# اوکتیابرسکی (شهرستان اوفیمسکی، باشقیرستان)
اوکتیابرسکی (انگلیسی: Oktyabrsky, Ufimsky District, Republic of Bashkortostan) یک شهرک در شهرستان اوفیمسکی استان باشقیرستان کشور روسیه است.